# Чокенешть (Долж)
Чокенешть, Чокенешті (рум. Ciocănești) — село у повіті Долж в Румунії. Входить до складу комуни Діошть.
Село розташоване на відстані 157 км на захід від Бухареста, 33 км на південний схід від Крайови.

## Населення
За даними перепису населення 2002 року у селі проживали 895 осіб, з них 891 особа (99,6%) румунів. Усі жителі села рідною мовою назвали румунську.